# Jim Talent
James Matthes Talent dit Jim Talent, né le 18 octobre 1956 à Des Peres (Missouri), est un homme politique américain membre du Parti républicain, notamment sénateur du Missouri au Congrès des États-Unis de 2003 à 2007.

## Biographie

### Vie personnelle et professionnelle
Issu d'une famille de la classe moyenne, Talent est diplômé en science politique et en droit.
Il commence une carrière professionnelle comme assistant juridique auprès du juge Richard A. Posner de la cour d'appel pour le septième circuit et comme professeur adjoint à l'université de droit de Saint Louis.
En 1984, il se marie à Brenda. De son union naîtront deux filles et un garçon.

### Carrière politique
En 1984, Talent est élu à la Chambre des représentants du Missouri. Il y effectue quatre mandats successifs de 1985 à 1993 et est à deux reprises le leader de la minorité républicaine.
En 1992, il est candidat à la Chambre des représentants des États-Unis. Il remporte la nomination républicaine lors des primaires contre Bert Walker, un cousin du président George H. W. Bush et est élu en novembre, après avoir battu le démocrate sortant Joan Kelly Horn.
De 1993 à 2001, il représente ainsi le Missouri à la Chambre des représentants des États-Unis, ayant été réélu en 1994, 1996 et 1998.
En 2000, il est le candidat républicain au poste de gouverneur du Missouri. Il est battu de justesse en obtenant 48,2 % des voix contre 49,1 % au candidat démocrate Bob Holden.
Il travaille alors pour une firme de lobbying Arent Fox.
En novembre 2002, Talent est élu au Sénat des États-Unis avec 49,8 % des voix contre 48,7 % à la démocrate sortante Jean Carnahan, laquelle avait été nommée à ce siège après l'élection à titre posthume de son mari, Mel Carnahan, en 2000. Il profite notamment de la forte participation des zones rurales du Missouri.
En 2006, il tente de se faire élire pour un second mandat. Les premiers sondages, au printemps, le donnent au coude-à-coude avec la candidate démocrate Claire McCaskill. Le siège est l'une des principales cibles des démocrates pour reprendre le contrôle du Sénat. Rattrapé par des accusations de corruption[réf. nécessaire] et attaqué sur son hostilité aux recherches sur les cellules souches par l'acteur Michael J. Fox, il est finalement battu avec 47,3 % des voix par la candidate démocrate (49,6 %).
Un temps pressenti pour se représenter en 2012 face à McCaskill, et malgré des sondages plutôt favorables, il annonce en janvier 2011 qu'il préfère se concentrer sur les questions de sécurité nationale et sa fonction de conseiller auprès de Mitt Romney.

## Positions politiques
Durant ses années au Sénat, Talent est perçu comme un conservateur traditionnel, hostile à l'IVG (sauf en cas d'inceste, de viol ou de danger pour la vie de la mère), corédacteur de l'amendement sacralisant le drapeau américain, partisan des forages pétroliers en Alaska, partisan de l'invasion de l'Irak et opposant au clonage et au financement fédéral des recherches sur les cellules souches.